# Derecho alimentario
El Derecho alimentario es la rama del Derecho sanitario que regula la industria alimentaria, surgida como defensa contra las adulteraciones y fraudes alimentarios. Su área de acción se extiende desde la producción hasta el consumo de los alimentos. 
Con el tiempo ha ido ampliando su radio de acción a la regulación de la protección del consumidor ante la aparición de nuevos riesgos, como son: la regulación de los organismos genéticamente manipulados, de los alimentos de producción ecológica y de la aplicación de la biotecnología en la alimentación. El objetivo primordial de estas normativas es mantener dentro de los límites aceptables de la higiene y la seguridad, tanto la producción como la comercialización de los alimentos, con herramientas como el Sistema de Análisis de Peligros y Puntos Críticos de Control (APPCC), los controles oficiales y la información correcta y objetiva a la población.

## Historia
El Derecho alimentario es una rama del Derecho relativamente reciente, aunque en la historia existen numerosos ejemplos de intervención de las autoridades con el objeto de proteger a los ciudadanos en materia de alimentación e higiene. Uno de los más antiguos se encuentra en el Código Babilónico de Hammurabi en virtud del cual se sancionaban, hace unos 4.000 años, las adulteraciones alimentarias. En la Edad Media existían ya disposiciones específicas en Europa para evitar el fraude de panaderos y de cerveceros: la ley Assisa panis et cervisiæ les protegía de posibles abusos. 
En los siglos sucesivos y hasta el siglo XVIII existieron pocas iniciativas para la defensa del consumidor y no fue hasta llegado comienzos del siglo XIX cuando en diferentes países de Europa se sintió la necesidad de regular el proceso de distribución de alimentos. Se puede ver claramente que, hasta la llegada del siglo XX, no se empezó a tener en cuenta la calidad de la cadena de distribución de alimentos. En este contexto, el 16 de octubre de 1945, en una conferencia celebrada en Quebec se fundó la FAO. 
Los incidentes ocurridos en Europa tales como la crisis alimentaria de las vacas locas han llevado a concienciar a las autoridades competentes en la adopción de medidas tales como las relativas a la trazabilidad de los alimentos, etc. No obstante, existen otros retos como son la regulación de los alimentos transgénicos, la reglamentación de la publicidad engañosa y de la desleal.
Hoy en día el Derecho alimentario se enseña en universidades de todo el mundo, considerándosele en muchos casos como una asignatura de la carrera de Derecho lic. en Nutrición o se integra en cursos de postgrado en otras especialidades (veterinaria, ciencias agropecuarias, etc.).

## Derecho a la alimentación
Es uno de los derechos humanos reconocido en el Art. 25 de la Declaración Universal de los Derechos Humanos y ratificado en el Art. 11 del Pacto Internacional de Derechos Económicos, Sociales y Culturales. Ambos contenidos dentro de la Carta Internacional de Derechos Humanos.

### Declaración Universal de los Derechos Humanos
Art. 25: 
1. Toda persona tiene derecho a un nivel de vida adecuado que le asegure, así como a su familia, la salud y el bienestar, y en especial la alimentación también es necesaria la comida para la vida porque sin la comida no tendríamos fuerzas ni energía,es uno de los derechos más importante de los niños y adultos.

### Pacto Internacional de Derechos Económicos, Sociales y Culturales
Art. 11: 
1. Los Estados Partes en el presente Pacto reconocen el derecho de toda persona a un nivel de vida adecuado para sí y su familia, incluso alimentación […]
2. Los Estados Partes en el presente Pacto, reconociendo el derecho fundamental de toda persona a estar protegida contra el hambre, adoptarán, individualmente y mediante la cooperación internacional, las medidas, incluidos los programas concretos, que se necesitan para: a)Mejorar los métodos de producción, conservación y distribución de alimentos mediante la plena utilización de los conocimientos técnicos y científicos, la divulgación de principios sobre nutrición y el perfeccionamiento o la reforma de los regímenes agrarios de modo que se logren la explotación y la utilización más eficaces de las riquezas naturales; y b)Asegurar una distribución equitativa de los alimentos mundiales en relación con las necesidades, teniendo en cuenta los problemas que se plantean tanto a los países que importan productos alimenticios como a los que los exportan.[2]

## Regulación

### Europa
Hay que tener en cuenta el punto de inflexión que supuso la publicación del Libro blanco sobre Seguridad Alimentaria (12/01/2000), en el que anunciaba la creación de la European Food Safety Authority (EFSA). Se trata de una agencia comunitaria que decide cuáles son los principales riesgos sobre los que se debe investigar, emite dictámenes sobre el control de las políticas de seguridad y sanidad a nivel comunitario, etc.
A nivel ejecutivo es la DG SANCO de la Comisión Europea la que gestiona la legislación comunitaria de la Unión Europea. El ámbito de aplicación de dicha legislación es muy amplio: principios generales, aditivos, etiquetado, higiene, etc. 

#### España
A comienzos del siglo XIX en España, la Constitución de Cádiz del año 1812 atribuyó ya a los Ayuntamientos de la nación la competencia de ser “policías de salubridad”. Otra normativa posterior les concedía la función de “velar sobre la calidad de los alimentos de toda clase”. Durante todo el siglo XIX, la sanidad pública de cada país europeo estuvo ligada, fundamentalmente, a dos sectores de la actuación: la agricultura y la sanidad.
Cabe recordar también que a finales del siglo XIX ya empezaban a existir leyes que intentaban reprimir el fraude alimentario, como la Real Orden de 5 de enero de 1887, relativa a la inspección de los alimentos, que imponía la obligatoriedad de vigilar, comprobar y analizar los alimentos. Pronto empezaría a nacer la necesidad de saber qué sustancias aditivas eran perjudiciales para la salud, y en esta materia se dictaron varias disposiciones: la Real Orden de 9 de diciembre de 1891 y la de 13 de septiembre de 1900, ambas referentes a la prohibición absoluta del empleo de las sales de cobre para la pigmentación en color verde de las conservas alimenticias; la Real Orden de 3 de abril de 1889, prohibiendo el uso de la sacarina y substancias análogas en los alimentos y bebidas; o el reglamento para la aplicación del Real Decreto de 11 de marzo de 1892, que incluía disposiciones para evitar la adulteración de los vinos y bebidas alcohólicas. 
Desde la integración de España a la Unión Europea la legislación alimentaria española se basa fundamentalmente en las normativas comunitarias.